# 2005 HC4
2005 HC4 est l'astéroïde ayant le plus petit périhélie connu (octobre 2014) de tous les objets en orbite autour du Soleil. Son excentricité extrême l'approche jusqu'à 0,071 ua du Soleil (23 % du périhélie de Mercure) et l'éloigne jusqu'à 3,562 ua du Soleil (bien au-delà de l'orbite de Mars). Il appartient à la famille des astéroïdes géocroiseurs Apollon.

## Découverte
2005 HC4 a été observé pour la première fois le 30 avril 2005 par l'astronome américain Michael E. Van Ness à l'observatoire Lowell de Flagstaff en Arizona. Il était alors situé à 13h 30m 01,09s d'ascension droite et +09° 26′ 11,2″ de déclinaison (J2000). Il n'a été observé que pendant 11 jours en 2005.